# Attagenus civetta
Attagenus civetta es una especie de coleóptero de la familia Dermestidae.

## Distribución geográfica
Se distribuyen por el paleártico sur: norte de África, sur de Europa y zona mediterránea de Oriente Medio.